# Robert II. (Normandie)

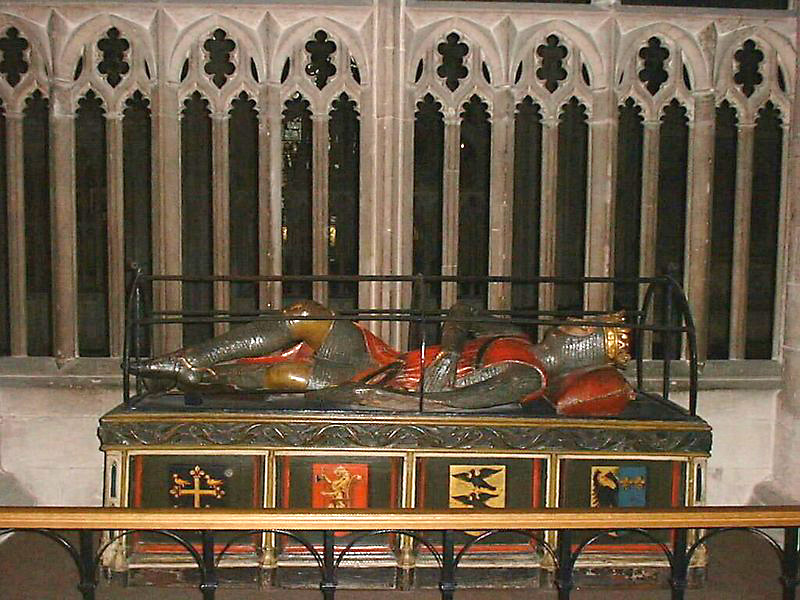
Grabmonument Roberts II. in der Kathedrale von Gloucester.

Robert II., genannt Robert Kurzhose (englisch Robert Curthose, französisch Robert Courteheuse; * 1054; † Februar 1134 in Cardiff, Wales), war Herzog der Normandie. Er war der älteste Sohn von Wilhelm I. dem Eroberer sowie älterer Bruder von Wilhelm Rufus und Heinrich, beide Könige von England.
Von 1087 bis 1106 war er Herzog der Normannen. Er verpfändete sein Herzogtum an die Krone Englands, um am Ersten Kreuzzug teilzunehmen, auf dem er eine große Armee von Normannen, Engländern und Bretonen führte.

## Leben
Er war der älteste Sohn von Wilhelm I. dem Eroberer, dem ersten normannischen König von England, und Matilda von Flandern. Seine Herrschaft als Herzog ist durchzogen vom ständigen Zwist mit seinen Brüdern in England. Dies führte schließlich dazu, dass das Herzogtum der Normandie in den Besitz Englands überging.
Normalerweise wird seine Geburt in das Jahr 1054 datiert, andere Quellen sprechen von 1051. Als Kind wurde er mit Margaret, der Erbin der französischen Grafschaft Maine, verlobt, sie starb allerdings 1063, ehe sie heiraten konnten. Danach heiratete Robert nicht, bis er fast 50 Jahre alt war.
Es wird berichtet, dass er in seiner Jugend mutig und geschickt im Umgang mit Waffen war. Ihm wird allerdings auch nachgesagt, dass er faul und ein schwacher Charakter war, so dass der französische König und einige Adlige dies ausnutzten, um Zwietracht mit seinem Vater Wilhelm zu schüren. Robert war unzufrieden mit der Machtaufteilung und stritt ständig darüber mit seinem Vater und seinen Brüdern.
Im Jahre 1077 zettelte er die erste Rebellion gegen seinen Vater an, als Folge eines Streiches, den ihm seine jüngeren Brüder Wilhelm Rufus und Heinrich spielten, als sie stinkendes Wasser auf ihn schütteten. Robert war wütend und begann, angestiftet von seinen Freunden, eine Schlägerei mit seinen Brüdern, die schließlich von ihrem Vater beendet werden musste.
Robert fühlte sich in seiner Würde verletzt, insbesondere als seine Brüder von König Wilhelm für den Streich nicht bestraft wurden. Daher versuchte Robert mit seinen Getreuen am nächsten Tag, die Burg von Rouen zu besetzen. Das Vorhaben scheiterte, und König Wilhelm befahl, die Beteiligten einzusperren. Robert und sein Gefolge flohen daraufhin zu Hugh of Chateauneuf-en-Thymerais nach Rémalard. Auch dort mussten sie fliehen, als König Wilhelm angriff.
Robert floh anschließend an den Hof seines Onkels in Flandern und plünderte danach die Grafschaft Vexin. Er verursachte ein derartiges Chaos, dass sein Vater sich mit dem französischen König Philipp I. verbündete, um seinen rebellischen Sohn zu stoppen. Der Streit eskalierte weiter, als König Wilhelm bemerkte, dass Robert von seiner Mutter, Königin Matilda, finanziell unterstützt wurde. Während der Belagerung von Gerberoy im Januar 1079 wurde Wilhelm von seinem Sohn vom Pferd gerissen und verwundet. Erst als Robert die Stimme seines Vaters hörte, beendete er seinen Angriff. Gedemütigt verfluchte König Wilhelm seinen Sohn, musste aber die Belagerung beenden und nach Rouen zurückkehren. Zum Osterfest 1080 versöhnte Königin Matilda Vater und Sohn; ein Waffenstillstand wurde geschlossen, der aber nur bis 1083 hielt.
Robert hatte den Königshof kurz nach dem Tod seiner Mutter verlassen und reiste mehrere Jahre quer durch Frankreich, Deutschland und Flandern. Er besuchte auch Italien und hielt dort um die Hand von Mathilde von Tuszien an, wurde aber abgewiesen. Während dieser Zeit als reisender Ritter zeugte Robert mehrere uneheliche Kinder. Eines dieser Kinder, sein Sohn Richard, verbrachte später einen Großteil seines Lebens am königlichen Hof seines Onkels Wilhelm Rufus. Genau wie sein Onkel wurde auch dieser Richard 1099 bei einem Jagdunfall im New Forest getötet. Eine uneheliche Tochter heiratete später Helias von Saint-Saens.
Im Jahre 1087 starb Roberts Vater an den Folgen eines Reitunfalls, den er während der Belagerung von Mantes erlitten hatte. Kurz vor seinem Tod wollte er seinen ältesten Sohn enterben, wurde aber von seinen Beratern überzeugt, die normannischen Herrschaftsgebiete zwischen den beiden ältesten Brüdern aufzuteilen. Robert bekam dadurch das Herzogtum Normandie und Wilhelm Rufus das Königreich England. Der jüngste Sohn Heinrich bekam Geld, um Land zu erwerben.
Diejenigen Adligen, die Ländereien auf jeder Seite des Ärmelkanals hatten, versuchten hauptsächlich bei Robert Einfluss zu gewinnen, weil sie ihn für denjenigen hielten, den sie leichter beeinflussen konnten. Als ihr Vater starb, hatten die beiden Brüder vereinbart, dass sie sich gegenseitig zu Erben einsetzen würden. Dieses friedliche Nebeneinander der Brüder endete aber schon 1088, als einige englische Barone zusammen mit Robert in der Rebellion von 1088 versuchten, Wilhelm Rufus abzusetzen. Die Rebellion scheiterte, nicht zuletzt deswegen, weil Robert nie in England erschien, um die dortigen Barone zu unterstützen.
Robert machte Ranulf Flambard zu seinem persönlichen Berater, der schon ein enger Berater seines Vaters gewesen war. Später wurde Flambard, bis zu des Königs Tod im Jahre 1100, auch gerissener Finanzberater von Wilhelm Rufus.

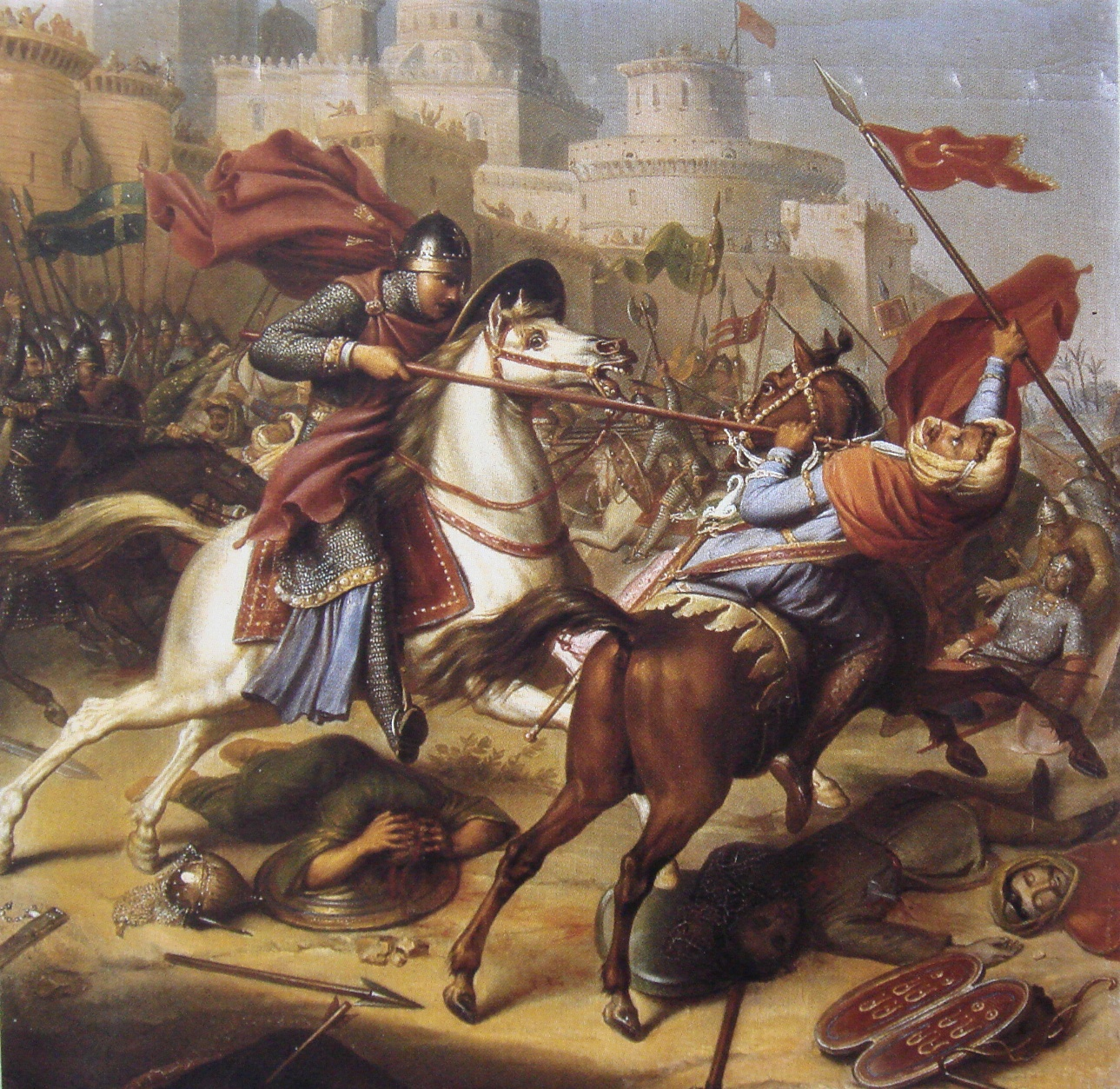
Robert Curthose während der Belagerung von Antiochia (1097–1098). Historisierendes Gemälde aus dem Jahr 1850 von J.J. Dassy

1096 beteiligte sich Robert am Ersten Kreuzzug ins Heilige Land. Es wird berichtet, dass er zum Zeitpunkt seiner Abreise derart arm gewesen sein soll, dass er teilweise tagsüber im Bett blieb, weil er nichts anzuziehen hatte. Um Geld für den Kreuzzug zu bekommen, verpfändete er sein Herzogtum an seinen Bruder Wilhelm für die Summe von 10.000 Mark. Robert und Wilhelm vereinbarten erneut, dass sie gegenseitig Erben von England und der Normandie sein sollten. Daher hätte eigentlich Robert den englischen Thron besteigen müssen, als sein Bruder am 2. August 1100 starb. Er war zu diesem Zeitpunkt auf der Rückreise vom Kreuzzug und hatte eine reiche Braut geheiratet, um Geld zur Auslösung seines Herzogtums zu erhalten. Währenddessen bestieg sein jüngerer Bruder Heinrich den Thron.
Nach seiner Rückkehr setzte er auf Drängen von Flambard und mehreren anglo-normannischen Baronen nach England über, um die Krone von seinem Bruder Heinrich zurückzuerobern.
1101 landete Robert mit seiner Armee bei Portsmouth. Aufgrund fehlender Unterstützung der englischen Bevölkerung und militärtaktischer Fehler Roberts war es Heinrich möglich, die Invasion zurückzuschlagen. Im Friedensvertrag von Alton wurde ausgehandelt, dass Robert auf den Thron verzichtete. Schon während des Kreuzzugs berichtete man über Robert, dass er zwar auf dem Schlachtfeld hervorragend kämpfen könne, aber als General versagt habe. Auch seine Misswirtschaft in der Normandie beweist, dass er mit der Waffe bessere Fähigkeiten hatte als in der Politik.
Im Jahre 1105 führten der weiter andauernde Zwist mit seinem Bruder Heinrich und Unruhen in der Normandie dazu, dass Heinrich in die Normandie einmarschierte.
Der Chronist Ordericus Vitalis berichtet von einem Vorfall zu Ostern 1105, als Robert zu einer Predigt von Bischof Serlon d’Orgères von Sées gehen wollte. Robert hatte die Nacht zuvor mit Huren und Hofnarren verbracht und lag betrunken in seinem Bett, als seine Freunde seine Kleidung stahlen. Er erwachte nackt und verpasste die Predigt.
Ein Jahr später schlug Heinrich seinen Bruder entscheidend in der Schlacht bei Tinchebray und forderte die Normandie als englischen Besitz ein, das sie dann für etwa ein Jahrhundert blieb. Robert wurde nach der Schlacht gefangen genommen und 20 Jahre in der Burg von Devizes eingekerkert. Danach wurde er nach Cardiff gebracht.
Robert starb im Jahre 1134 in Gefangenschaft in Cardiff Castle. Er wurde in der Abteikirche von St. Peter in Gloucester beerdigt, der späteren Kathedrale von Gloucester. Ein aufwendig gestaltetes Grabmal wurde dort später errichtet.

## Vorfahren
| Robert Curthose, Herzog der Normandie | Vater: Wilhelm I. von England | Großvater väterlicherseits: Robert I, Herzog der Normandie   | Urgroßvater väterlicherseits: Richard II., Herzog der Normandie |
| Robert Curthose, Herzog der Normandie | Vater: Wilhelm I. von England | Großvater väterlicherseits: Robert I, Herzog der Normandie   | Urgroßmutter väterlicherseits: Judith                           |
| Robert Curthose, Herzog der Normandie | Vater: Wilhelm I. von England | Großmutter väterlicherseits: Herleva                         | Urgroßvater väterlicherseits: Fulbert de Falaise                |
| Robert Curthose, Herzog der Normandie | Vater: Wilhelm I. von England | Großmutter väterlicherseits: Herleva                         | Urgroßmutter väterlicherseits: Doda                             |
| Robert Curthose, Herzog der Normandie | Mutter: Mathilde von Flandern | Großvater mütterlicherseits: Balduin V., Herzog von Flandern | Urgroßvater mütterlicherseits: Balduin IV.,Herzog von Flandern  |
| Robert Curthose, Herzog der Normandie | Mutter: Mathilde von Flandern | Großvater mütterlicherseits: Balduin V., Herzog von Flandern | Urgroßmutter mütterlicherseits: Otgiva von Luxemburg            |
| Robert Curthose, Herzog der Normandie | Mutter: Mathilde von Flandern | Großmutter mütterlicherseits: Adela von Frankreich           | Urgroßvater mütterlicherseits: Robert II. von Frankreich        |
| Robert Curthose, Herzog der Normandie | Mutter: Mathilde von Flandern | Großmutter mütterlicherseits: Adela von Frankreich           | Urgroßmutter mütterlicherseits: Constance von Arles             |

## Familie
Robert heiratete auf dem Rückweg vom Ersten Kreuzzug Sybilla, die Tochter von Gottfried von Brindisi, dem Grafen von Conversano, eine Großnichte Robert Guiskards, des normannischen Herzogs von Apulien.
Ihr Sohn Wilhelm Clito wurde am 25. Oktober 1102 geboren und wurde Erbe des Herzogtums Normandie. Sybilla, über die von zeitgenössischen Chronisten mit großer Bewunderung geschrieben wurde, starb kurz nach der Geburt. Über ihren Tod gibt es verschiedene Theorien. Einerseits wird von Wilhelm von Malmesbury berichtet, dass ihre Brüste zu eng geschnürt worden seien, während Robert von Torigny und Ordericus Vitalis vermuten, dass sie durch eine Intrige von adligen Frauen und der Geliebten von Robert Curthose, Agnes Giffard, ermordet wurde.
Wilhelm Clitos Leben verlief ebenfalls unglücklich. Seine Versuche die Normandie zu erobern, scheiterten zweimal – 1119 und 1125. Seine erste Heirat mit der Tochter des Grafen von Anjou wurde annulliert durch Machenschaften seines Onkels und als er später die Grafschaft Flandern erbte, wirtschaftete er sie herunter.
Wilhelm Clito starb verarmt im Jahre 1128. Dadurch gab es in der normannischen Thronfolge keinerlei Diskussionen mehr, zumindest bis zum Tod Heinrichs I.